# Hillary Kipchumba
Hillary Kipchumba (* 1985) ist ein kenianischer Marathonläufer.
2007 wurde er Dritter beim San-José-Halbmarathon und 2008 Vierter beim Casablanca-Marathon. 2009 folgte einem neunten Platz beim Ruhrmarathon der Sieg in Casablanca.
2010 wurde er Zehnter beim Marrakesch-Marathon, Vierter beim Stockholm-Marathon und Dritter in Casablanca.

## Persönliche Bestzeiten
- 5000 m: 13:37,60 min, 1. Juli 2005, Roncade
- Halbmarathon: 1:01:32 h, 14. Oktober 2007, San José
- Marathon: 2:10:02 h, 24. Oktober 2010, Casablanca